# وست مینرل (کانزاس)
وست مینرل (به انگلیسی: West Mineral) شهری در ایالت کانزاس کشور ایالات متحده آمریکا است که جمعیت آن در سرشماری سال ۲۰۱۰ میلادی، ۱۸۵ نفر بوده‌است.